# Artstetten (Gemeinde Artstetten-Pöbring)
Artstetten ist eine Ortschaft und eine Katastralgemeinde der Gemeinde Artstetten-Pöbring im Bezirk Melk in Niederösterreich.

## Geografie
Der Ort liegt im südlichen Waldviertel unterhalb des Eichberges, wo sich der Blick nach Süden über die Donau eröffnet. Zur Ortschaft zählt auch der Weiler Bründles.

## Geschichte
Artstetten wurde 1407 als Dorf genannt und erstmals 1691 als Markt erwähnt.
Laut Adressbuch von Österreich waren im Jahr 1938 in der damaligen Ortsgemeinde Artstetten ein Bäcker, ein Binder, ein Fleischer, zwei Gastwirte, zwei Gemischtwarenhändler, ein Maschinenhändler, ein Schlosser, zwei Schmiede, zwei Schneider und drei Schneiderinnen, drei Schuster und eine Strickerei ansässig.
Artstetten war bis 1967 eine eigenständige Gemeinde und wurde dann im Zuge des Zusammenschlusses der Gemeinden Artstetten, Fritzelsdorf, Nussendorf, Harth, Pöbring und Payerstetten ein Teil der neuen Gemeinde Artstetten-Pöbring.

## Sehenswürdigkeiten
- Schloss Artstetten mit der Gruft des Thronfolgers Erzherzog Franz Ferdinand
- Pfarrkirche St. Jakobus der Ältere, eine ursprünglich gotische Kirche, die später umgebaut und erweitert wurde.

## Persönlichkeiten
- Franz Ferdinand von Österreich-Este (1863–1914), Erzherzog und Thronfolger, ist hier begraben
- Maximilian Hohenberg (1902–1962), Sohn von Franz Ferdinand von Österreich-Este, war nach der Befreiung 10 Jahre Bürgermeister von Artstetten
- Heribert Kienberger (1922–1983), Politiker
- Georg Hohenberg (1929–2019), Diplomat, Sohn von Max Hohenberg, ist in Artstetten geboren
- Inge Maux (* 1944), Schauspielerin